# Emil Aaltonens museum

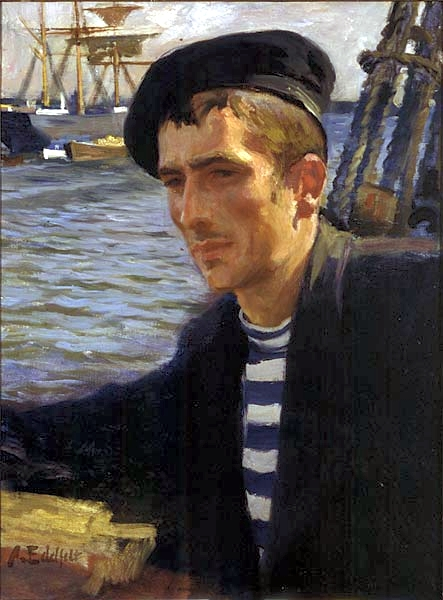
Sjöman från Nyland av Albert Edelfelt, 1896

Emil Aaltonens museum (finska: Emil Aaltosen Museo) är ett finländskt konstmuseum i Pyynikinrinne i Tammerfors, som presenterar skofabrikören Emil Aaltonens konstverk och livsverk.
Museet ligger i byggnaden Pyynikinlinna, som var Emil Aaltonens bostad under lång tid. Byggnaden ritades av Jarl Eklund och uppfördes 1924 för apotekaren Uno Hagberg (1872–1947). Huset ombyggdes 1984 för att bli utställningslokal.
Emil Aaltonen började samla konst under 1920-talet och arrangerade så att konst ställdes ut på kontoren på hans fabriker. Efter hans död 1949 donerades verken i samlingen till Tammerfors konstsällskap.
Emil Aaltonens samling innehåller främst gammal finländsk konst. Aaltonen uppskattade särskilt konstnärer som var tekniskt skickliga och kunde förmedla stämningar. Hans favoritkonstnär var Albert Edelfelt, vars målningar kombinerade realismen och romantiken. I samlingen finns verk av Alexander Lauréus och Robert Wilhelm Ekman, som visar romantikens inflytande och den långa traditionen av ateljémåleri. Düsseldorfskolan representeras i samlingen av Werner Holmberg, Victor Westerholm och Fanny Churberg. Konstnärer som senare mer direkt följde naturalism och realism representeras i samlingen av Albert Edelfelt, Helene Schjerfbeck, Maria Wiik och Fredrik Ahlstedt. Emil Aaltonen förvärvade också verk av Adolf von Becker, Hjalmar Munsterhjelm och bröderna von Wright. Förutom den dominerande finländska konsten innehåller samlingen också ett fåtal äldre utländska målningar.